# Konrad Fünfstück
Konrad Fünfstück (Bayreuth, 7 ottobre 1980) è un allenatore di calcio e dirigente sportivo tedesco, commissario tecnico della nazionale liechtensteinese.

## Carriera
Nella sua carriera ha allenato varie squadre giovanili e seconde squadre, oltre alle prime squadre del Kaiserslautern e del Wil.

### Kaiserslautern
Nella stagione 2015-2016 ha allenato il Kaiserslautern, che giocava nella 2. Bundesliga, la seconda divisione del campionato tedesco di calcio.

### Wil
Dopo una breve esperienza nella seconda squadra del Werder Brema, viene scelto come allenatore del Wil, club che giocava nella Challenge League, seconda divisione del campionato svizzero di calcio.

### Liechtenstein
Nel 2023 fu scelto come commissario tecnico del Liechtenstein in sostituzione dell'austriaco Rene Pauritsch.
Ha guidato la nazionale del Liechtenstein nelle due partite delle qualificazioni agli europei 2024, contro Lussemburgo e Slovacchia, perse rispettivamente per 0-1 e 0-2.